# Šlapanov
Šlapanov är en ort i Tjeckien.   Den ligger i regionen Vysočina, i den centrala delen av landet, 110 km sydost om huvudstaden Prag. Šlapanov ligger 457 meter över havet och antalet invånare är 802.
Terrängen runt Šlapanov är huvudsakligen platt. Šlapanov ligger nere i en dal. Runt Šlapanov är det ganska glesbefolkat, med 42 invånare per kvadratkilometer. Närmaste större samhälle är Jihlava, 16,9 km söder om Šlapanov. Trakten runt Šlapanov består till största delen av jordbruksmark.